# Glasgow Jewish Institute Chess Club
Glasgow Jewish Institute Chess Club, pierwotnie jako Jewish Chess Club – szkocki klub szachowy z siedzibą w Glasgow.

## Historia
Klub został założony w 1926 roku pod nazwą Jewish Chess Club. Prezesem został A. Levy. W roku istnienia liczył 60 członków. Pierwszym mistrzem klubowym był A. Felber. W 1927 roku klub zdobył Spens Cup, pokonując w finale Perth Chess Club 5,5:1,5. W 1928 roku klub wygrał pierwszą dywizję ligi Glasgow. W tym samym roku wystąpił w finale Richardson Cup, w którym uległ Edinburgh Chess Club 2,5:4,5. W późniejszym okresie zespół nie występował w drużynowych rozgrywkach z powodu konieczności gry w szabat. Do rozgrywek Glasgow League i Spens Cup powrócono w 1935 roku, po otwarciu Glasgow Jewish Institute. W 1938 roku klub przegrał w finale Spens Cup ze Stockbridge Chess Club, a rok później pokonał w finale pucharu Gourock Chess Club 6:1. W 1953 roku klub wygrał pierwszą dywizję ligi Glasgow.